# Aleksandr Chirchov
Aleksandr Shirshov (en russe : Александр Сергеевич Ширшов ), né le 25 août 1972 à Moscou, est un escrimeur russe pratiquant le sabre.
Formé par S.Bunaev et Kh. Ismailov, membre du CSKA Moscou, il rejoint la sélection nationale en 1991 et fait partie de l'équipe de sabre de la  Communauté des États indépendants aux Jeux olympiques de Barcelone, en 1992. Celle-ci s'impose devant la Hongrie et la France de Jean-François Lamour.
Il est également champion du monde par équipe en 1994 et champion d'Europe par équipe en 2000. Son palmarès, toujours par équipe, compte aussi trois médailles d'argent aux championnats du monde et une médaille de bronze aux championnats d'Europe.
Après son retrait des compétitions, il s'engage dans une carrière d'entraîneur. Le champion du monde par équipe 2013 Kamil Ibragimov fait partie de ses élèves.
Aleksandr Shirshov est Maître honoré des sports depuis 1992.